# Romane Miradoli
Romane Miradoli (Bonneville, 10 maart 1994) is een Franse alpineskiester.

## Carrière
Miradoli maakte haar wereldbekerdebuut in december 2012 in Sankt Moritz. In januari 2014 scoorde ze in Altenmarkt-Zauchensee haar eerste wereldbekerpunten. In maart 2015 behaalde de Française in Bansko haar eerste toptienklassering in een wereldbekerwedstrijd. Op de wereldkampioenschappen alpineskiën 2017 in Sankt Moritz eindigde Miradoli als zestiende op zowel de alpine combinatie als de Super G, daarnaast eindigde ze als 31e op de afdaling. Tijdens de Olympische Winterspelen van 2018 in Pyeongchang eindigde ze als achttiende op de afdaling en als negentiende op de Super G.
In Åre nam de Française deel aan de wereldkampioenschappen alpineskiën 2019. Op dit toernooi eindigde ze als zeventiende op de Super G, als twintigste op de afdaling en als 25e op de reuzenslalom.

## Resultaten

### Olympische Winterspelen
| Jaar | Plaats      | Resultaten                                     |
| ---- | ----------- | ---------------------------------------------- |
| 2018 | Pyeongchang | 18e Afdaling 19e Super G DNF Alpine combinatie |
| 2022 | Peking      | 13e Afdaling 11e Super G DNF Alpine combinatie |

### Wereldkampioenschappen
| Jaar | Plaats             | Resultaten                                                      |
| ---- | ------------------ | --------------------------------------------------------------- |
| 2017 | Sankt Moritz       | 16e Alpine combinatie 16e Super G 31e Afdaling                  |
| 2019 | Åre                | 17e Super G 20e Afdaling 25e Reuzenslalom                       |
| 2023 | Courchevel-Méribel | 15e Afdaling 16e Super G DNF Alpine combinatie DNF Reuzenslalom |
| 2025 | Saalbach           | 11e Teamcombinatie 15e Super G 23e Afdaling                     |

### Wereldbeker
Eindklasseringen
| Seizoen   | Algm | AD  | RS  | SG  | AC  |
| --------- | ---- | --- | --- | --- | --- |
| 2013/2014 | 112e | –   | –   | –   | 24e |
| 2014/2015 | 75e  | –   | –   | 38e | 9e  |
| 2015/2016 | 51e  | 51e | –   | 18e | 18e |
| 2016/2017 | 78e  | 48e | –   | 33e | 31e |
| 2017/2018 | 59e  | 38e | –   | 25e | 21e |
| 2018/2019 | 23e  | 14e | 40e | 12e | 7e  |
| 2019/2020 | 17e  | 18e | 48e | 12e | 14e |
| 2020/2021 | 98e  | –   | 39e | –   |     |
| 2021/2022 | 18e  | 20e | 41e | 9e  |     |
| 2022/2023 | 37e  | 27e | 47e | 15e |     |
| 2023/2024 | 34e  | 32e | –   | 12e |     |
| 2024/2025 | 30e  | 31e | -   | 9e  |     |

Wereldbekerzege
| Datum      | Plaats      | Onderdeel |
| ---------- | ----------- | --------- |
| 05/03/2022 | Lenzerheide | Super G   |